# Acacia mariae
Acacia mariae é uma espécie de leguminosa do gênero Acacia, pertencente à família Fabaceae.